# Lago Pollux
El lago Pollux, también escrito Pólux, es un lago ubicado en la comuna de Coyhaique, Región de Aysén, en la Patagonia chilena. Está ubicado a 31 kilómetros al sur oriente de la ciudad de Coyhaique, junto al Paso Internacional Triana, en la frontera con Argentina.

## Ubicación y descripción
Es el cuerpo de agua más importante del sistema lacustre que forma junto a los lagos Frío, Castor y Thompson. En sus riberas existen playas y sectores de camping habilitados, y se extienden abundantes bosques de lenga y ñirre en las laderas de los cerros adyacentes.
Sus aguas son aptas para la pesca de trucha aroiris y marrón. En esta zonas se registran algunas de las temperaturas más bajas de la región. En época invernal la orilla del lago se congela, dificultando la navegación de botes y lanchas.
A través de su emisario desagua primero en el río Pollux, que a su vez desagua en el río Simpson, este desemboca en el río Aysén.

## Historia
Luis Risopatrón lo describe en su Diccionario Geográfico de Chile de 1924:: 688 
Pollux (Lago). Es pequeño y se encuentra a 738 mm de altitud en una región de pantanos y espesos bosques, cercano a la línea de límites con la Argentina, en los orígenes del río Aysén; la división de las aguas esta suficientemente marcada y no necesita una demarcación especial.

## Población, economía y ecología
SERNATUR lo describe como:: 18 
Es el más importante del sistema lacustre Castor y Frío, debido a su importancia para la práctica de la pesca recreativa por la presencia de especies salmonídeas y su proximidad a la ciudad Coyhaique, lo que implica su alta demanda para el desarrollo de esta actividad. En sus riberas se localizan instalaciones destinadas al desarrollo de actividades de navegación y pesca recreativa